# Vente à la criée
Pour les articles homonymes, voir Criée.
La vente à la criée est une opération par laquelle une personne appelée vendeur interpelle de vive voix des acheteurs potentiels dans le but de leur vendre un bien, traditionnellement selon un système d'enchère, selon un principe offre/demande.
Par abus de langage, on confond parfois « vente à la criée » avec les cris : bien que liés par nature, car il s'agit ici de vendre (mais pas aux enchères), les cris étaient une pratique très réglementée en ville et concernaient les marchands ambulants, vendeurs de rue et autres colporteurs.

## Autrefois

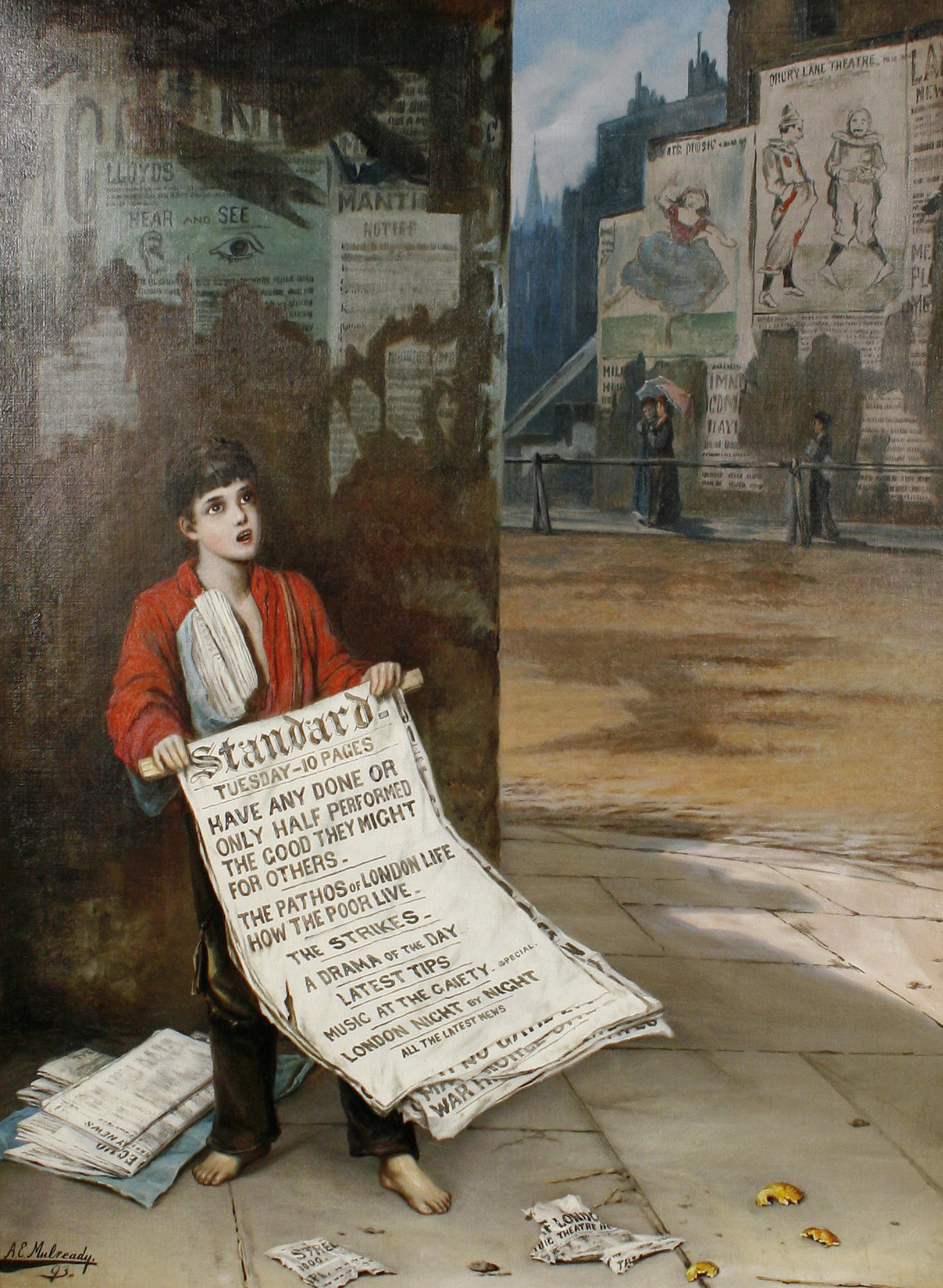
A London Newsboy, peinture d'Augustus Edwin Mulready (1893).

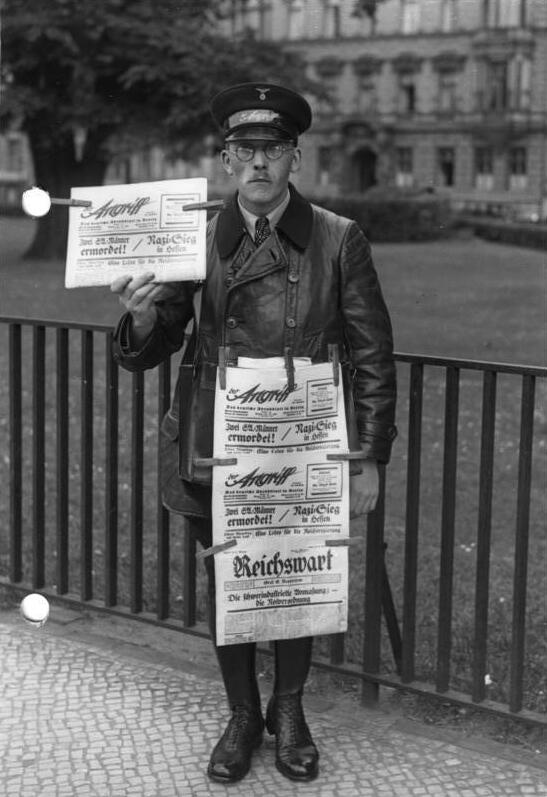
Vendeur à la criée de journaux pro-nazis en Allemagne en 1932.

Dès la fin du Moyen Âge, se mettent en place dans les ports (Venise, Gênes, Marseille, Anvers, Londres) des systèmes de vente à quai : certains lots de marchandise sont proposés aux acheteurs par l'intermédiaire de crieurs, commissionnés par l'armateur et/ou le propriétaire des cargaisons. Les premières bourses adoptent ce système, qui perdure à travers le métier de courtier et la « cotation à la criée », associé à un langage des signes spécifique.
Le produit issu de la pêche, débarqué, donne lieu à une vente à la criée, dans des lieux appelés de nos jours halle à marée. Le mot « criée » se retrouve dans de nombreux toponymes portuaires français.
Un certain type d'enchères se faisait par le biais de la vente à la criée : par exemple, en cas de liquidation d'un lot de biens mobiliers ou immobiliers. Cette pratique existe encore.
Dans les grandes agglomérations, les journaux quotidiens ont longtemps été traditionnellement proposés par de jeunes vendeurs de rue. Dès la première moitié du XIXe siècle, les patrons de presse emploient de jeunes garçons (dès l'âge de six ans) qui, sur les trottoirs des grandes villes occidentales, clament la une ou le principal titre du journal. Les clients venaient à lui pour en acheter un. Ce type socio-urbain a donné lieu à de nombreuses représentations dans divers médias. Parfois les autorités craignaient les conséquences d’un acte apparemment insignifiant, crier un journal, mais qui pouvait mener tout droit à l’expression de la dissidence ou à l’altération de l’ordre public. Le développement des messageries de presse motorisées puis informatisées, mais surtout l'obligation d'être scolarisé, met peu à peu un terme à cette profession à partir des années 1950.
Au XIXe siècle, les bancs d'églises se vendaient à la criée, ce qui fournissait une importante source de revenus aux fabriques paroissiales.
Dans les Bourses mises en place par l'industrie financière, les actions ou d'autres produits financiers se vendaient à la criée, source de cotation. A Paris la criée boursière a été totalement remplacée par un système de cotation électronique dans les années 1980 : la Cotation assistée en continu .

## Aujourd'hui
Vente en gros de produits frais

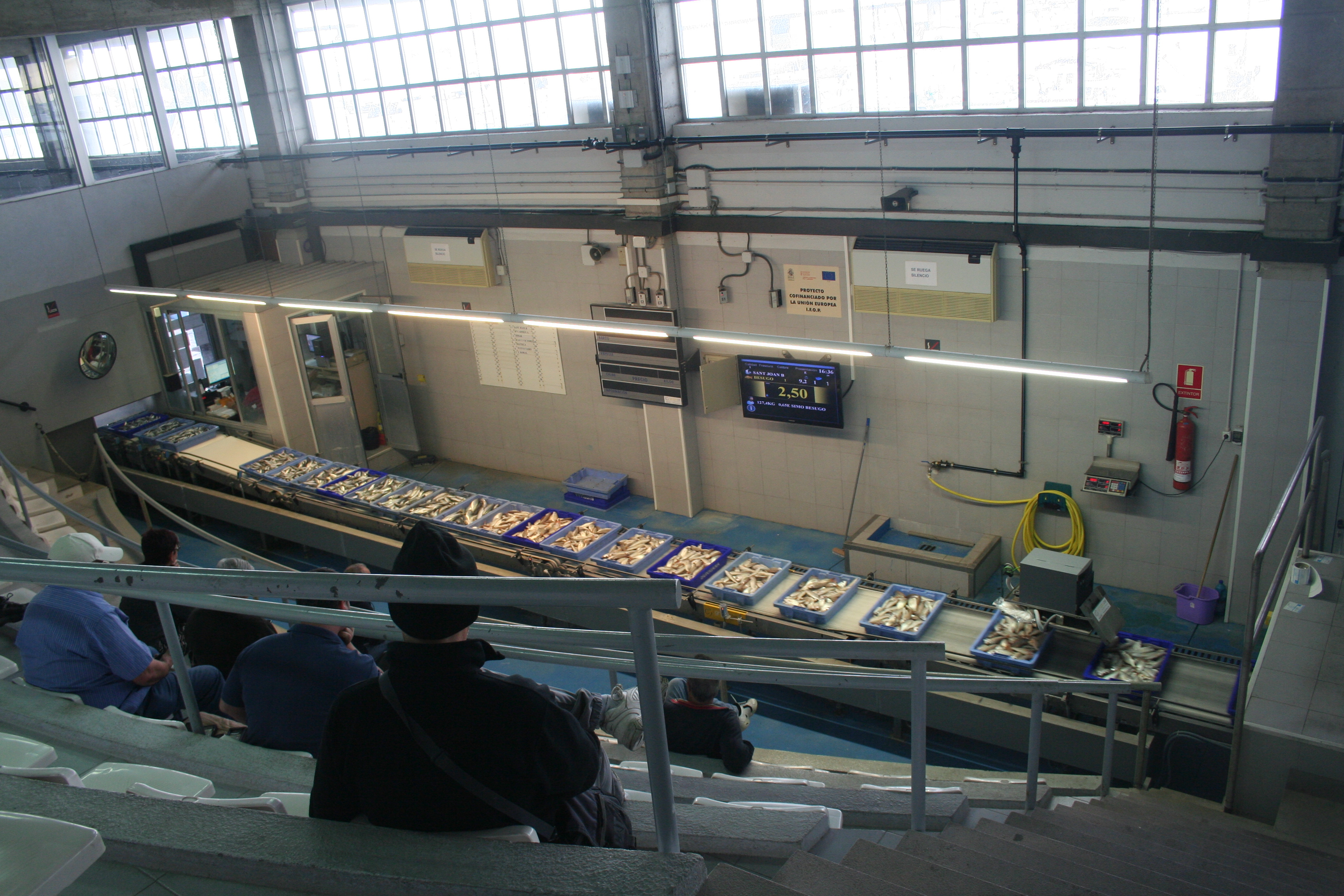
Vente à la criée informatisée de poissons à Burriana (Espagne).

- Les grossistes poissonniers achètent habituellement leur marchandise sur un marché professionnel où la vente à la criée est informatisée.
- En Belgique, quelques rares criées sont encore en activité comme les minques (marchés aux poissons) des ports de Nieuport ou d'Ostende, par exemple. Sur les marchés, les fruits et légumes sont encore vendus de cette manière.
  - La criée de Wépion est une organisation de producteurs (la Criée de Wépion) reconnue par la commission européenne et elle commercialise les fameuses fraises de Wépion. La vente a lieu de début mai à fin juillet, du lundi au vendredi à 19h30 et le dimanche à 11h30. Elle n’est accessible qu’aux professionnels. Au son de la cloche, le crieur rassemble tout le monde dans la salle de vente. À partir de ce moment, tout se passe très vite. La vente à l’horloge s’adresse à un auditoire averti et attentif. Le crieur procède à la vente, lot par lot, en égrenant les prix. Les acheteurs les plus intéressés s’épient et seul le plus rapide emportera le lot au prix fixé. La vente se déroule en faisant défiler des prix à la place des heures sur un cadran. L’acheteur, assis à un pupitre, fixe le prix en arrêtant l'aiguille de l’horloge en poussant sur son bouton.
  - Criée de la Coopérative horticole de Vottem (1952-1968)[5]
- Aux Pays-Bas, la vente de fruits et légumes s'effectue par la vente à la criée.

Journaux
- Dans les grandes villes africaines, la vente à la criée de journaux se fait au feu rouge, ou alors par terre sur le trottoir.